# Olga Segler

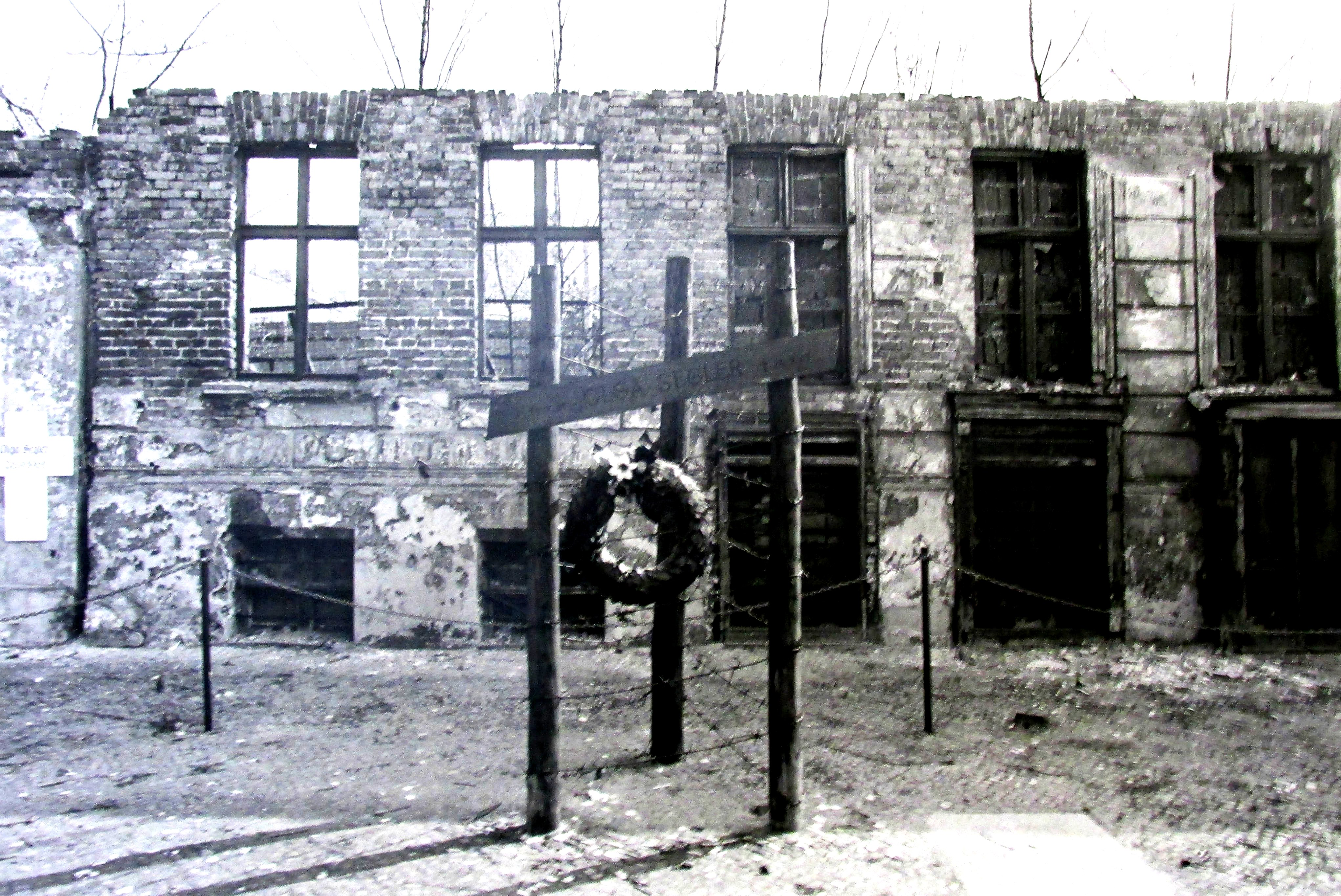
Fassade des ehemaligen Wohnhauses von Olga Segler, Bernauer Straße 32, Berlin, Mitte der 70er Jahre

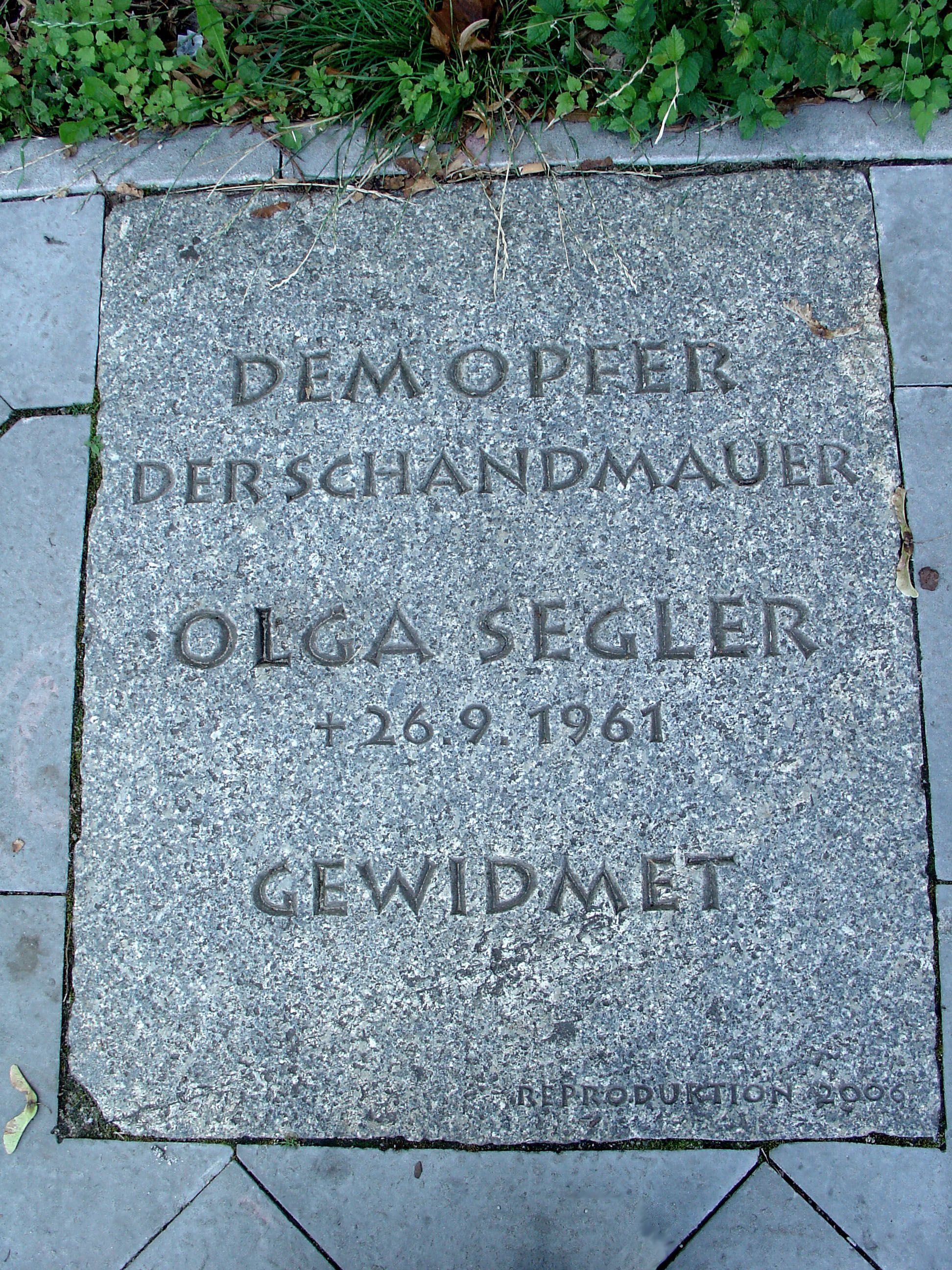
Gedenktafel in der Bernauer Straße: „Dem Opfer der Schandmauer Olga Segler, † 26.9.1961, gewidmet“

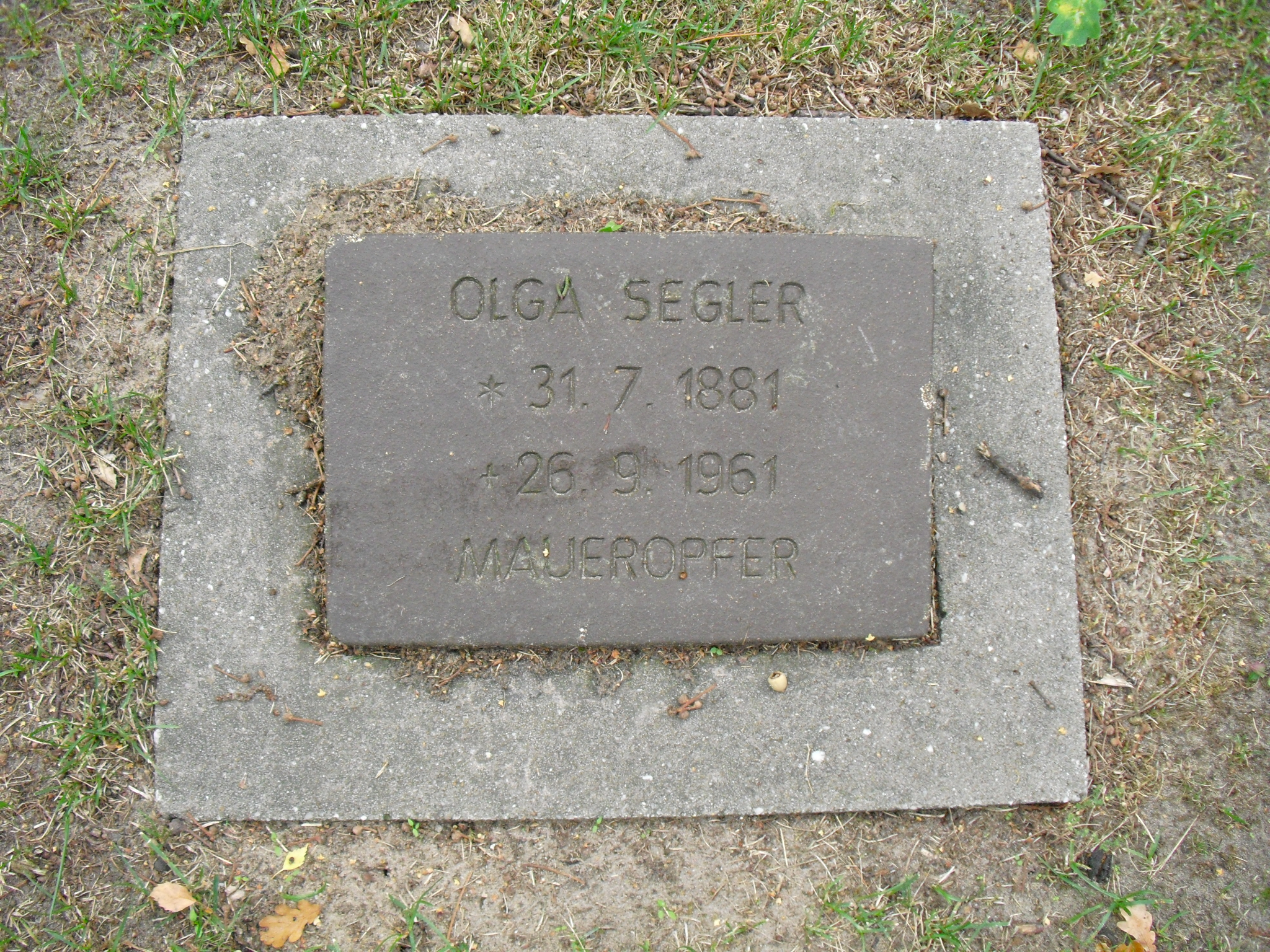
Gedenkstein auf dem Friedhof Reinickendorf

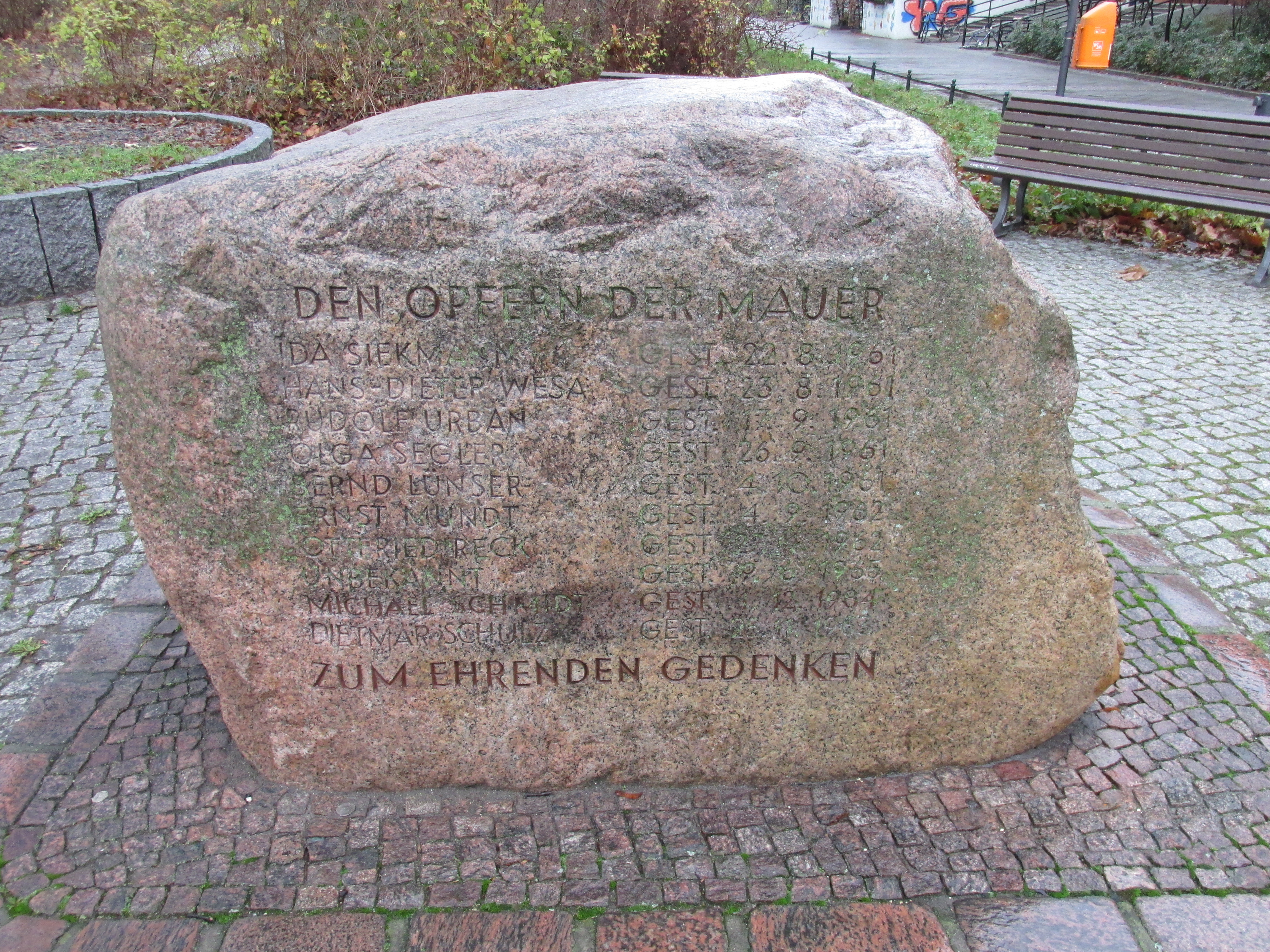
Gedenkstein zu den Opfern der Berliner Mauer an der Bernauer Straße (u. a. auch für Olga Segler)

Olga Segler (* 31. Juli 1881 in Prischt, Ukraine; † 26. September 1961 in Berlin) war eines der ersten und nach derzeitigem Forschungsstand das älteste namentlich bekannte Todesopfer an der Berliner Mauer.

## Leben
Olga Segler lebte im zweiten Stock des Hauses Bernauer Straße 34 in Ost-Berlin, unmittelbar an der Grenze zu West-Berlin. Der Bürgersteig vor dem Haus befand sich bereits im westlichen Teil Berlins. Die Behörden der DDR strebten auf Grund dieser Lage eine zwangsweise Räumung der Häuser im Mauergebiet an. Um zu ihrer Tochter in den angrenzenden Bezirk Wedding im West-Teil der Stadt gelangen zu können, sprang sie am 25. September 1961 in ein Sprungtuch, das die Feuerwehr bereitgestellt hatte. Sie erlitt dabei eine Rückenverletzung und starb am folgenden Tag an einem Herzleiden, das durch die bei der Flucht erlittene Aufregung zum Tod führte. Ihre Beisetzung fand auf dem Städtischen Friedhof in Berlin-Reinickendorf statt.
Zur Erinnerung an den Tod Olga Seglers wurde 1962 ein Mahnkreuz an der Bernauer Straße 34 aufgestellt. Im September 1982 ließ das Bezirksamt Wedding an der Bernauer Straße (nahe der Swinemünder Straße) in Berlin einen Findling aufstellen, der dem Gedenken an die Maueropfer Ida Siekmann, Hans-Dieter Wesa, Rudolf Urban, Olga Segler, Bernd Lünser, Ernst Mundt, Otfried Reck, Dietmar Schulz und an das 1982 noch unbekannte Opfer Dieter Brandes dient. 2006 wurde ebenfalls an der Bernauer Straße eine eigene Gedenktafel für Olga Segler installiert.